# أوليغ ماكاروف
أوليغ ماكاروف (بالروسية: Оле́г Вита́льевич Мака́ров)‏ هو متزلج فني روسي وأمريكي، ولد في 22 أكتوبر 1962 في سانت بطرسبرغ في روسيا.

## وصلات خارجية
- أوليغ ماكاروف على موقع أوليمبيديا (الإنجليزية)